# Roger Grava
Roger Grava (in Italien Revelli Ruggero Grava; * 26. April 1922 in Claut; † 4. Mai 1949 in Turin) war ein italienisch-französischer Fußballspieler.

## Leben und Karriere

### Frühes Leben und Einstieg in den Fußball
Grava, der in Italien geboren wurde, kam 1923 mit elf Monaten nach Frankreich, wo es seinen Vater auf der Suche nach Arbeit hingezogen hatte. In den 1930er-Jahren fand die Familie in Saint-Ouen nahe bei Paris eine neue Heimat. Das Fußballspielen begann der 178 Zentimeter große Stürmer 1939 bei der AS Roma, wobei es sich um einen Verein von italienischen Auswanderern in Paris handelte. Anschließend spielte er für die AS Meudon und den AC Amiens. Während der Saison 1943/44 nahm er mit den Mannschaften ÉF Nancy-Lorraine und ÉF Bordeaux-Guyenne, die die zu dieser Zeit nicht zugelassenen Vereinsmannschaften ersetzten, an der kriegsbedingt inoffiziellen Austragung der nationalen Meisterschaft teil.

### Profi in Frankreich und Italien
1945 stand er im Kader des nordfranzösischen Erstligisten CO Roubaix-Tourcoing, der im selben Jahr an der Wiederaufnahme des regulären Spielbetriebs nach dem Ende des Zweiten Weltkriegs beteiligt war. Der damals 23-Jährige avancierte auf Anhieb zum Stammspieler und traf in seinem ersten Jahr als professioneller Spieler elf Mal das Tor. In der nachfolgenden Saison war er mit zehn Treffern ähnlich erfolgreich und trug dadurch dazu bei, dass der CORT 1947 die französische Meisterschaft gewann. Eine mögliche Titelverteidigung wurde 1947/48 mit einem achten Platz jedoch deutlich verfehlt. Im Sommer 1948 kehrte Grava der französischen Liga nach 84 Partien mit 29 Toren den Rücken, entschied sich für eine Rückkehr in seine italienische Heimat und unterschrieb beim amtierenden Meister AC Turin. In der Mannschaft besaß er angesichts der starken Konkurrenz allerdings keine Perspektive auf einen Platz in der ersten Elf und kam erst am 26. Dezember 1948 bei einer Begegnung gegen Genua zu seinem Debüt in der Serie A, was zugleich seine einzige Partie in der italienischen Liga blieb. 

### Tod
Grava war am 4. Mai 1949 an Bord eines Flugzeugs, das die Mannschaft des AC Turin von einem Freundschaftsspiel in Lissabon zurück in die Heimat bringen sollte. Um 17:05 Uhr kam es in unmittelbarer Nähe zum Zielflughafen Turin zum Flugunfall von Superga, bei dem alle 31 Insassen der Maschine ihr Leben verloren. Er war zum Zeitpunkt seines Todes 27 Jahre alt. An den letzten Spieltagen konnte Turin seine Spitzenposition in der Tabelle verteidigen und somit wurde er postum Teil der italienischen Meistermannschaft von 1949.